# Karlheinz Pech
Karlheinz Pech (* 8. März 1933 in Niedereinsiedel; † 26. Dezember 2024) war ein deutscher Historiker und Hochschullehrer.

## Leben
Pech war zunächst als Eisenbahner tätig. 1946 wurde er Mitglied der FDJ und der SED. Von 1950 bis 1961 war er Offizier der Deutschen Volkspolizei bzw. der Nationalen Volksarmee. Ab 1965 studierte er an der Karl-Marx-Universität Leipzig und schloss sein Studium als Diplomlehrer für Marxismus-Leninismus ab. Anschließend arbeitete er als wissenschaftlicher Mitarbeiter und seit 1972 als stellvertretender Sektorenleiter am Institut für Marxismus-Leninismus beim Zentralkomitee  der SED.
Pech wurde 1971 mit der Schrift Die antifaschistische Bewegung „Freies Deutschland“ für den Westen in Frankreich. Ihr Entstehen und ihr Kampf an der Seite der französischen Resistance gegen den faschistischen deutschen Imperialismus (Sommer 1943 bis Sommer 1945) am  Institut für Marxismus-Leninismus beim Zentralkomitee der SED promoviert.  Er war Mitherausgeber und Mitautor der mehrbändigen Geschichte Deutschland im zweiten Weltkrieg. 1986 erfolgte Pechs Promotion B  mit der Arbeit Die Kommunistische Partei Deutschlands im Ringen um einen antifaschistischen deutschen Volksfrontausschuß im Exil in Frankreich (1934 bis Sommer 1936). 1987 wurde er zum ordentlichen Professor für die Geschichte der deutschen Arbeiterbewegung am Institut für Geschichte der Arbeiterbewegung ernannt und zum 31. Dezember 1990 in den Ruhestand versetzt.
Ab 1983 war Pech Mitglied der Internationalen Gesellschaft für Exilforschung. Mit Helga Meyer (* 1936) verfasste er das Buch Unter Einsatz des Lebens! Antifaschistischer Widerstand in den letzten Monaten des zweiten Weltkrieges (1985).

## Schriften
- Über gerechte und ungerechte Kriege. Für die politische Schulung der Soldaten. Militärverl. d. DDR, Hauptref. Propaganda- u. Agitationsschr. Wissen u. Kämpfen, Berlin 1973.
- An der Seite der Résistance. Zum Kampf der Bewegung "Freies Deutschland" für den Westen in Frankreich (1943–1945). 1. Auflage. Militärverl. der DDR, Berlin 1974.
- mit Heinz Kühnrich (Hrsg.): In den Wäldern Belorußlands. Erinnerungen sowjetischer Partisanen und deutscher Antifaschisten. Dietz, Berlin 1976.
- KPD und antifaschistische Volksfront im französischen Exil. In: BZG: Beiträge zur Geschichte der Arbeiterbewegung.23, Nr. 5 (1981), S. 667–683.
- mit Dieter Schiller und Regine Herrmann: Exil in Frankreich. Reclam, Leipzig 1981.
- mit Helga Meyer: Zu einigen Hauptrichtungen des antifaschistischen Kampfes in den letzten Monaten des Zweiten Weltkrieges. In: Jahrbuch für Geschichte.27 (1983), S. 285–315.
- mit Helga Meyer: Unter Einsatz des Lebens! Antifaschistischer Widerstand in den letzten Monaten des zweiten Weltkrieges. Dietz, Berlin 1985.